# アジアーゴDLR小惑星サーベイ
アジアーゴDLR小惑星サーベイ(Asiago-DLR Asteroid Survey：ADAS)は特に地球近傍天体を中心に彗星、小惑星を探査したプロジェクトである。イタリアのパドヴァ大学の天文学部と、ドイツ航空宇宙局（DLR: Deutschen Zentrum für Luft- und Raumfahrt）の共同プロジェクトとして1999年後半に始められた。
イタリア北部のアジアーゴの近くのチーマ・エカール・アジアーゴ天文台のシュミット望遠鏡を使って探査は行われた。主要な観測者はパドヴァ大学のCesare Barbieriとドイツ航空宇宙局のGerhard Hahnである。5個の特異小惑星、2個の火星横断小惑星を含む多くの小惑星を発見した。